# آلبوم تمبر (فیلم)
آلبوم تمبر فیلمی به کارگردانی  و نویسندگی کیومرث پوراحمد ساختهٔ سال ۱۳۶۵ است.

## بازیگران
- امیر رضا وزیری
- محمود دورایران
- پریوش روحانیان
- محمد علی مشروطه
- نجمه مشروطه